# 陸別駅

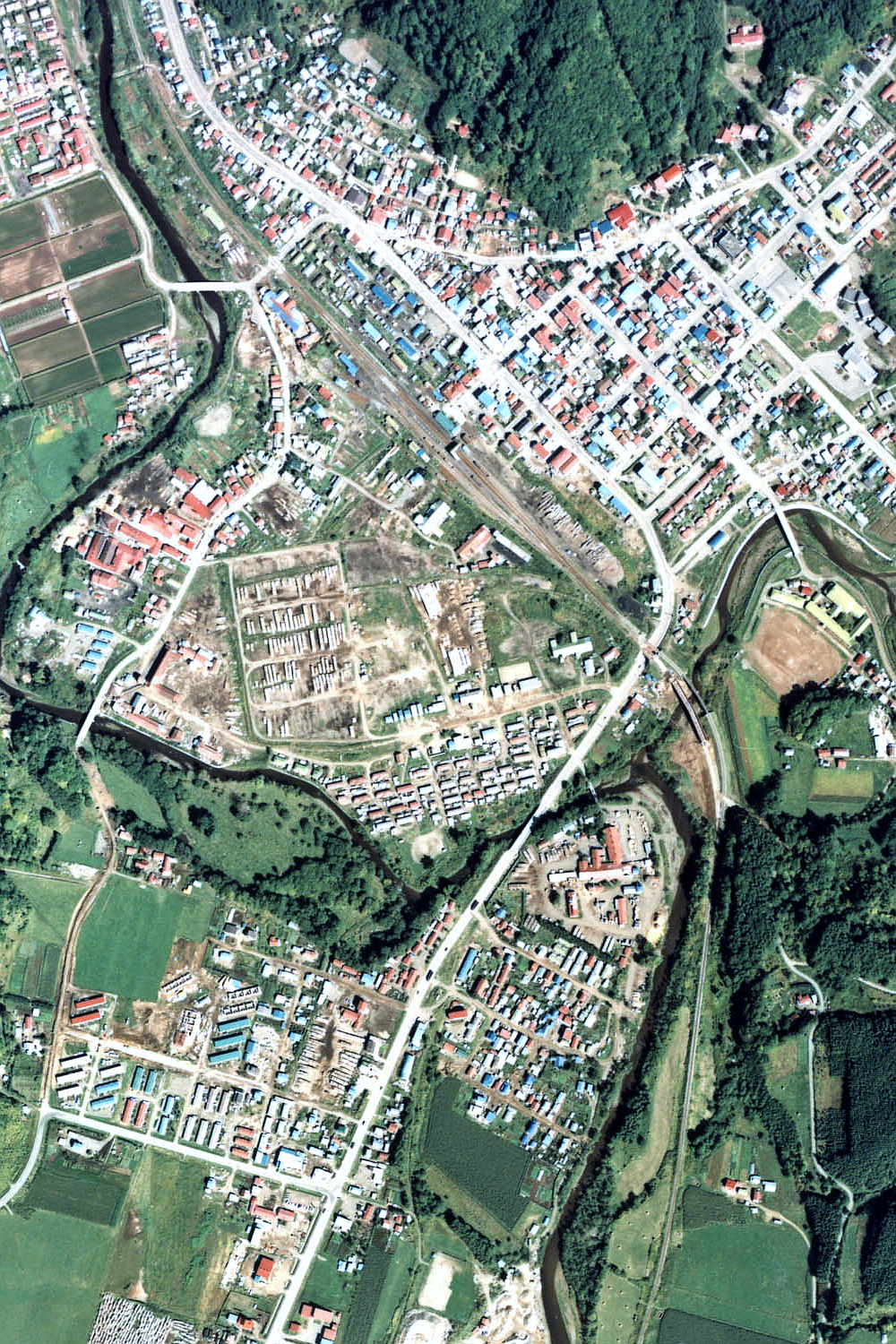
1977年、国鉄池北線時代の陸別駅と周囲1 ㎞×1.5 km範囲。左上が北見方面。
連絡橋を持つ千鳥式ホーム2面2線と、駅裏に3本の副本線、そこから駅裏の木工場へ引込み線が分岐している。駅裏北見側には青い屋根の2つの車庫とその裏に、かつて配備されていた置戸-陸別間にある池北峠越えの補機用蒸気機関車のための転車台、手前に給水塔も残されている。また、駅舎横池田側の貨物ホームへ数本の引込み線と、そこから東側のストックヤードへ引込み線が1本分岐して伸びている。本線池田側ではカーブのRを緩やかにする工事が進められていて、陸別川の橋梁が新しく架け替えられている。
駅裏南側の広大なストックヤードは帯広営林局陸別営林署管轄の土場で、既にトラック輸送に切り替えられているが、かつては利別川の支流である北東（右上）方向の陸別川の上流と、同じく支流の南西方向の斗満川の上流から、二つの森林鉄道が接続していた。この内、陸別川からの軌道は、殆んど道に置き換えられていて確認が困難であるが、池田側で陸別川を渡る橋梁の手前、国道242号が本線の下を潜り抜けている丁度その場所を潜り、ヤードの外周をほぼ一周する外周線へ接続していた。また、斗満川からの軌道は写真の下側に向かう国道と利別川との間に、小道になっている軌道跡が確認できるが、その延長からヤード南の営林署官舎のグランドの所で利別川を渡り、やはり外周線へ接続していた。また、ヤードは4つに大きく分かれ、中央の3箇所から最終的に2つの軌道となって、駅から池田側へ本線に沿って伸びた側線へスイッチバック状に接続していた。その軌道跡がカーブ状に確認できる。

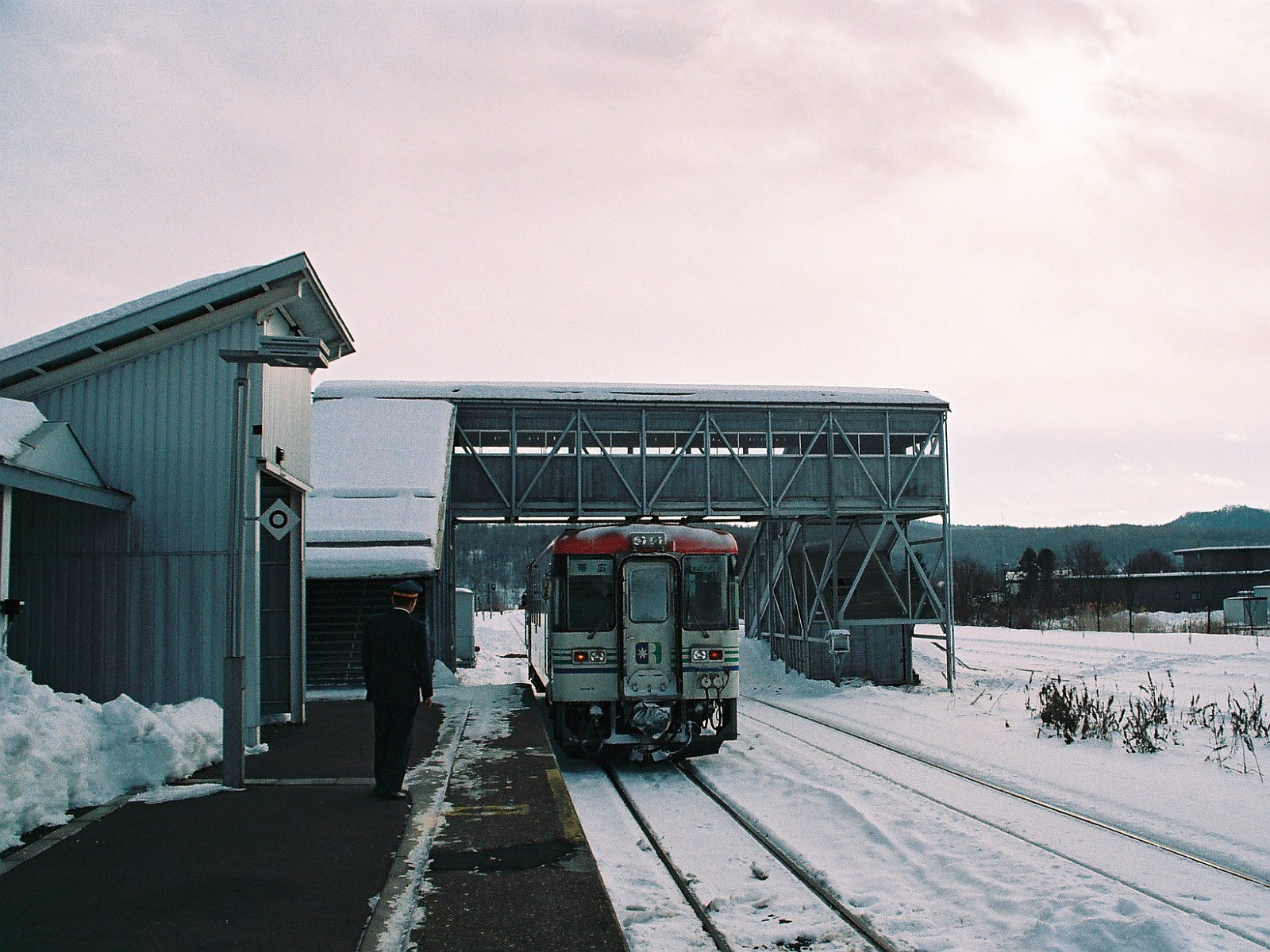
駅構内の様子（2004年1月）

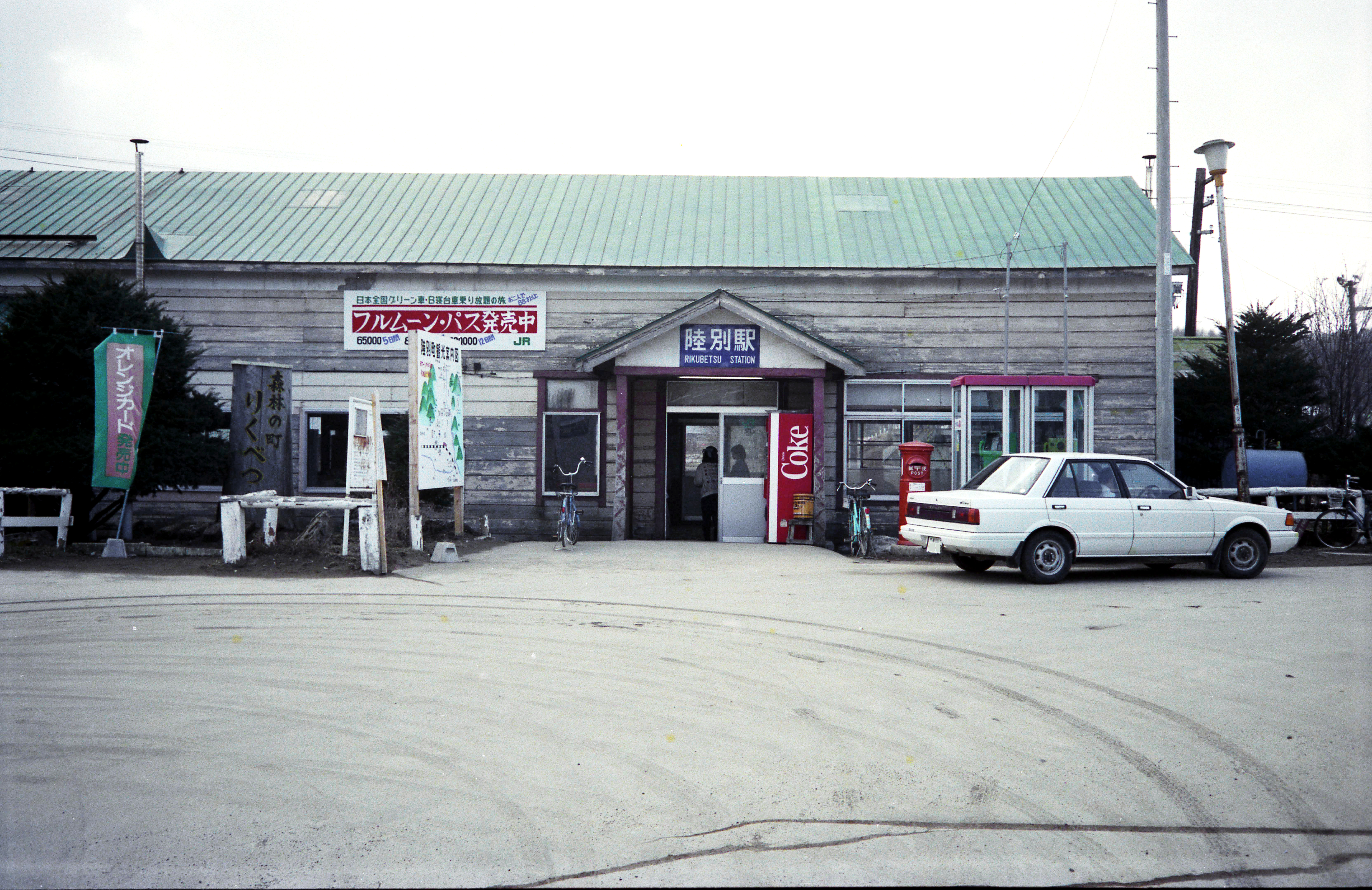
JR北海道当時の駅舎（1989年3月）

陸別駅（りくべつえき）は、かつて北海道足寄郡陸別町字陸別原野基線にあった北海道ちほく高原鉄道ふるさと銀河線の駅（廃駅）である。国鉄・JR北海道池北線時代の電報略号はリク。事務管理コードは▲110512。

## 歴史

### 年表
- 1910年（明治43年）9月22日：鉄道院網走線の淕別駅（りくんべつえき）として開業[4]（一般駅）[5]。
- 1911年（明治44年）
  - 9月24日：池田機関庫淕別分庫設置[6]。
  - 9月25日：当駅 - 野付牛駅間延伸開業。
  - 11月18日：線名改称。池田 - 網走間を網走本線とする。
- 1913年（大正2年）：駅舎を焼失する。
- 1914年（大正3年）4月7日：駅舎を焼失する。
- 1915年（大正4年）：駅舎が新築落成する。
- 1919年（大正8年）5月3日：池田機関庫淕別分庫が野付牛（現 北見）機関庫の分庫となる[6]。
- 1924年（大正13年）10月1日：野付牛機関庫淕別分庫が廃止される[7]。
- 1949年（昭和24年）
  - 6月1日：公共企業体である日本国有鉄道に移管。
  - 8月1日：名称を陸別駅（りくべつえき）に変更する[5]。
  - 10月：駅舎を改築する。
- 1953年（昭和28年）12月12日：跨線橋を設置する。
- 1961年（昭和36年）4月1日：網走本線のうち、池田 - 北見間を池北線に改称。同線所属となる。
- 1971年（昭和46年）7月1日：当駅発着の帯広までの急行「池北」1往復が廃止となる。
- 1980年（昭和55年）10月1日：北見 - 帯広間の急行「池北」1往復が廃止され、当駅発着は普通列車のみとなる。
- 1982年（昭和57年）9月10日：貨物取扱いを廃止する[1]。
- 1984年（昭和59年）2月1日：荷物取扱いを廃止する[1]。
- 1987年（昭和62年）4月1日：国鉄分割民営化により北海道旅客鉄道（JR北海道）に継承される[1]。
- 1989年（平成元年）6月4日：特定地方交通線に選定されていた池北線の転換に伴い北海道ちほく高原鉄道に継承される[1]。
- 1993年（平成5年）4月12日：駅舎改築[8]。
- 2006年（平成18年）4月21日：ふるさと銀河線の廃線に伴い駅が廃止される。駅事務室は十勝バス陸別案内所となる。
- 2008年（平成20年）4月20日：「ふるさと銀河線りくべつ鉄道」開館。体験施設として2年ぶりの復活となる。

## 駅構造
廃止時は相対式ホーム2面2線を持つ地上駅であった。ホーム間は跨線橋で結ばれていて、銀河線の駅の中で唯一列車の停泊が行われる駅でもあった。
のりば
1番線…ふるさと銀河線上り足寄・本別・池田方面
2番線…ふるさと銀河線下り置戸・訓子府・北見方面
- 廃止まで社員配置駅で、末期には嘱託の駅員が1名配置されていた。末期には窓口は平日9時00分から17時25分まで営業していたが、廃止前1ヶ月程度の期間は土日祝も営業していた。駅員が嘱託であったため足寄駅長が陸別駅長を兼務していた。嘱託の駅員が休みの時は、足寄もしくは置戸からの助勤で対応していた。
- 他の有人駅と異なり、指定券を発行できず、池田駅からの取り寄せ販売であった。JRきっぷを販売していたが指定券を同時発券できなかった。
- 池北線時代、急行「池北」の停車駅であった。民営化後も廃止時まで、快速「銀河」の停車駅だった。

## 廃止後の状況
- 2008年（平成20年）4月より旧駅構内は、陸別町商工会の主導で鉄道保存展示施設である「ふるさと銀河線りくべつ鉄道」として気動車の運転体験、乗車体験等ができるようになっている。期間は4月下旬 - 10月下旬の第二・四土日。
- 2016年、駅構内に存在した転車台が「旧網走線開業時の鉄道施設群」として土木遺産に選奨された[9]。
- 駅事務所は「株式会社りくべつ」の事務所として使用し、十勝バス陸別案内所としての窓口業務（帯広方面への定期券・回数券発売）、前述した気動車の運転体験等の予約・受付業務を行っている。

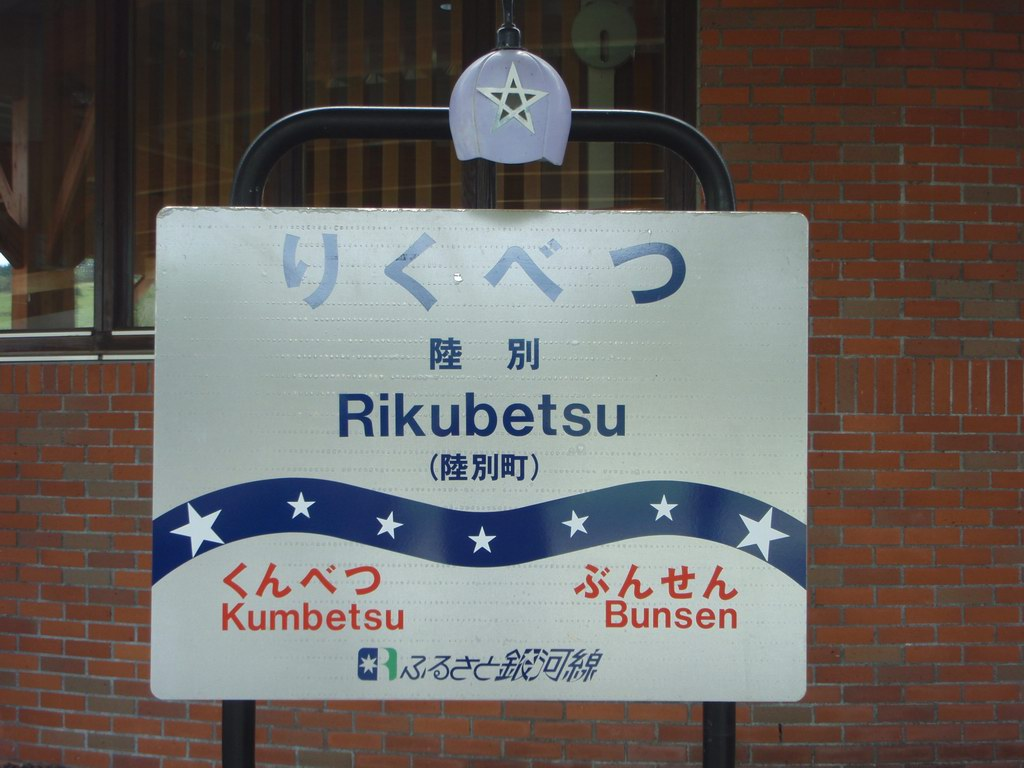
廃止後もそのままの姿で駅名板が存在
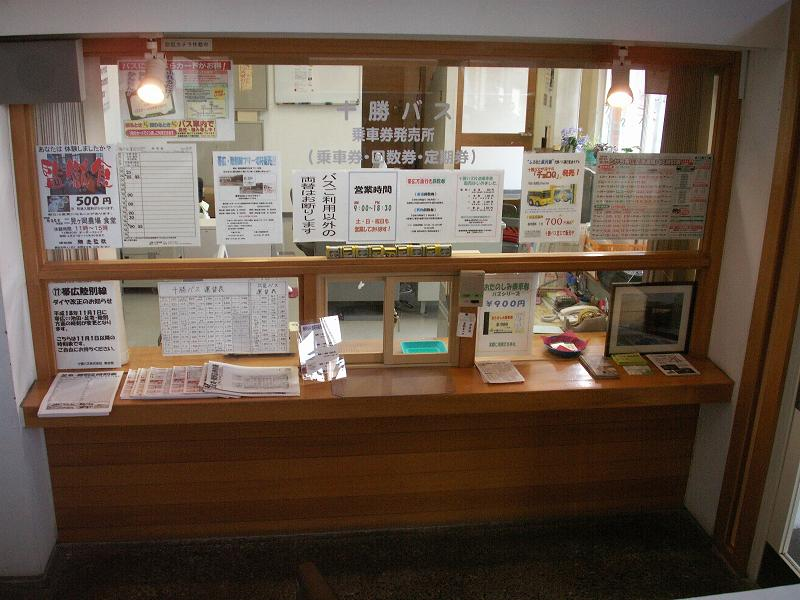
十勝バス案内所となった窓口（2006年10月）

## 駅跡地・周辺
- 道の駅オーロラタウン93りくべつ[8]
- 北海道道502号斗満陸別停車場線
- 国道242号
- 北海道道51号津別陸別線
- 陸別町役場
- 本別警察署陸別駐在所
- 陸別郵便局
- 帯広信用金庫陸別支店
- 陸別町農業協同組合（JA陸別町）
- 利別川
- 十勝バス・北海道北見バス「陸別」、陸別町コミュニティバス「道の駅前」停留所

## 陸別（淕別）および斗満森林鉄道

### 歴史
- 1922年（大正11年）：両幹線敷設工事着工。
- 1924年（大正13年）：淕別貯木場（駅土場）12.43 ha設置。ただし淕別森林鉄道側は、当時の町内からの「市街通過は甚だ危険」との申し入れで蒸気機関車の市街地乗り入れができず、土場から2kmの地点に機関庫設置。そこより土場まで馬力運行となる。後に町内の同意を得て土場まで機関車運行。
- 1925年（大正14年） 
  - 淕別川上流へ淕別森林鉄道幹線18.905km敷設。5t蒸気機関車運行。
  - 斗満川上流へ斗満森林鉄道幹線18.085km敷設。10t蒸気機関車運行。
- 1939年（昭和14年）：斗満森林鉄道クンネベツ支線10.458km敷設。10t蒸気機関車運行。
- 1940年（昭和15年）：淕別森林鉄道幹線20.112kmに延長。
- 戦時中のデータ不明（一部鉄材供給のため撤去か？）
- 1945年（昭和20年）1月27日：機関車修理工場から出火、機関車2両焼失。
- 1946年（昭和21年）7月21日：貯木場大火。
- 1947年（昭和22年）：淕別森林鉄道土井沢支線2.2 km敷設。
- 1949年（昭和24年）：淕別森林鉄道二股支線2 km敷設。斗満森林鉄道幹線延長開始。
- 1950年（昭和25年）：陸別森林鉄道一の沢支線2 km敷設。
- 1953年（昭和28年）：陸別森林鉄道廃止。トラック輸送に切り替え。
- 1954年（昭和29年）：斗満森林鉄道ニオトマム支線12.700 km敷設。
- 1956年（昭和31年）：斗満森林鉄道幹線23.928 kmに延長。運用機関車をすべてディーゼルに転換。B5t加藤製3台、B7t酒井製1台・加藤製2台。
- 1965年（昭和40年）：斗満森林鉄道廃止。トラック輸送に切り替え。

### 保有機関車
1948年（昭和23年）における保有機関車は淕別、斗満合わせて以下の通り。
- 10tコッペル製3台、5tコッペル製2台、10t本江機械製1台、10t中山機械製2台。

## 隣の駅
北海道ちほく高原鉄道
ふるさと銀河線
薫別駅 - 陸別駅 - 分線駅